# د. دودلي بلوم
د. دودلي بلوم (بالإنجليزية: D. Dudley Bloom)‏ هو ضابط وشخصية أعمال أمريكي، ولد في 20 سبتمبر 1922، وتوفي في 20 أغسطس 2015.